# 片山光男
片山 光男（かたやま みつお、1950年9月5日 - ）は、日本のフリーアナウンサー、実業家。大阪府大阪市東住吉区（現・平野区）出身。「セイ・プロダクション」所属で、同事務所を運営するセイおよび、関連会社の代表取締役社長でもある。
駅自動放送やCMなどのナレーターや、ラジオパーソナリティとしても活動している。

## 出演

### 公共施設等の案内音声

#### 鉄道駅・鉄道車両等の自動アナウンス
- 阪急電鉄[3]全線 - 丸子由美と。1978年より担当
- 能勢電鉄
- JR西日本[3]：奈良線・嵯峨野線・湖西線・きのくに線・桜井線・和歌山線・福知山支社管内各線・岡山支社・広島支社管内各線など - 河本俊美と
- 大阪メトロ[3]：御堂筋線 - 梅田、千里中央方面行きの発車時注意喚起放送
- 京阪電気鉄道[3]
- 六甲ライナー[3]
- 京王電鉄[3]
- 西武鉄道[3]
- ゆりかもめ東京臨海新交通臨海線[3]
- 広島高速交通アストラムライン[3]
- JR東日本：幕張本郷駅 津田沼方面 - 永楽電気が製作した「永楽型放送」と呼ばれる自動放送の男声。
- 京成電鉄

#### その他
- TOA製造の非常警報設備・非常放送設備の男声 - 女声は稲垣浩子
- 緊急車両アナウンス[どこ?]
- ジョーシン 店内アナウンス[3]
- 家電製品等の案内音声 - 松下電工、大阪ガス、三洋電機、富士通、クボタ[3]
- キンツー製音声案内版

### テレビ番組
- 高校野球中継・高校サッカー中継（びわ湖放送）[3]
- 尼崎競艇中継（サンテレビ）[3]
- マイ大阪（関西テレビ）[3]
- 土曜大好き!830（関西テレビ） - 生コマーシャル担当[3]
- プロ野球中継・アメリカンフットボール中継（スカイA）[3]
- POWER BASEBALL（スポーツ・アイ ESPN）[3]
- 西川きよしのおしゃべりあるき目です → きよし・黒田の今日もへぇーほぉー（ABCテレビ） - ナレーター

ゲスト出演
- 冒険チュートリアル（関西テレビ） - 2009年11月9日
- 痛快!明石家電視台（MBSテレビ）- 2015年11月30日（MBS放送分）。関西で活動する50人のフリーアナウンサーが一堂に会した「関西フリーアナウンサーのグチスペシャル」に、フリーアナウンサーの1人として出演。明石家さんまなどのレギュラー陣に対して、餃子の王将CM、阪急電鉄のアナウンスを披露した（2020年10月12日MBS放送分でも再度披露）。
- たむらけんじのぶっちゃ〜けBar（eo光テレビ） - 2020年6月1日

### ラジオ番組
- 空からこんにちは～トヨタ・スカイパトロール～（ABCラジオ）[3]
- FM歌謡ファンクラブ（エフエム大阪）[3]
- みんなでみんなでリクエスト バンザイ!歌謡曲（ラジオ大阪）[3]
- 近鉄バファローズナイター（ラジオ大阪） - 主にレインコート編成「近鉄ナイタージョッキー」時の司会者
- 走れ! 近鉄バファローズ（ラジオ大阪）[1]
- ラジオ関西ゴールデンナイター（ラジオ関西） - 実況[3]
- 片山光男のスポーツクイズ（ラジオ関西）[1]

### CM
いずれもナレーション。
- ウドー音楽事務所 コンサート告知[3]
- 餃子の王将[3][4]
- 大日本除虫菊[3]
  - 金鳥・コバエがポットン「歩いてしまう篇」[5]
  - 金鳥・ゴキブリがいなくなるスプレー
- 日本食研[3]
- 尼崎信用金庫[3]
- 大幸薬品[3]
- 毎日新聞[3]
- 洋服の青山[3]
- 生活協同組合コープこうべ[3]
- 丸大食品[3]
- カネテツデリカフーズ[3]
- 関西電気保安協会[6]

ほか